# Fabio Triboli
Fabio Triboli (Lecco, 17 maggio 1966) è un ex paraciclista italiano. Nel 2008 fu campione paralimpico nella corsa in linea su strada LC 1-2/CP 4.

## Carriera
Soprannominato Fesi, ha una disabilità al braccio destro causata da un incidente stradale subito quando aveva cinque anni. Dopo alcuni trascorsi nel tennistavolo, cominciò a gareggiare nel ciclismo nel 1990, indossando i colori del Bike Team Mandello (del quale è vicepresidente) e dell'Oltretutto '97, e rappresentando quindi le Fiamme Azzurre, gruppo sportivo della Polizia Penitenziaria. Attivo a tempo pieno nel paraciclismo dal 1995, ai campionati del mondo tra il 2002 e il 2009 si aggiudicò quattro medaglie nella categoria LC 1, tre a cronometro (2002, 2006 e 2007) e una in linea (2009). Ai campionati europei vinse invece cinque medaglie, un argento e due bronzi nel 2003 a Teplice e un argento e un bronzo nel 2005 ad Alkmaar.
Nel 2004 partecipò ai Giochi paralimpici di Atene, vincendo una medaglia d'argento e una di bronzo, rispettivamente nella cronometro su strada LC 1 e nell'inseguimento individuale su pista LC 1. Nel 2008 tornò a vincere ai Giochi paralimpici, stavolta a Pechino, dove esordì bissando il bronzo nell'inseguimento individuale LC 1, aggiudicandosi poi un altro bronzo nella cronometro su strada LC 1 e un oro nella gara in linea su strada LC 1.2/CP 4. In seguito alla vittoria di Pechino è stato insignito del titolo di Commendatore della Repubblica per mano del Presidente della repubblica, Giorgio Napolitano, ed ha ottenuto il collare del CONI, massima onorificenza in ambito sportivo italiano.
Ritiratosi dall'attività nel 2012, è divenuto collaboratore tecnico del settore Ciclismo paralimpico per la Federazione Ciclistica Italiana.

## Palmarès

### Strada
- 2000

Campionati italiani, Gran fondo (Sanremo)
- 2001

Campionati italiani, Gran fondo (Ceriale/Savona)
- 2002

Campionati del mondo, Gran fondo (Sanremo)
Campionati italiani, Gran fondo (Pordenone)
- 2003

Campionati italiani, Prova a cronometro (Verolanuova)
- 2004

Campionati italiani, Prova in linea (Gallarate)
prova EuropaCup (Innsbruck)
- 2005

Campionati italiani, Prova in linea (Marconia)
prova EuropaCup (Gippingen)
prova EuropaCup (Monaco)
- 2006

Campionati italiani, Gran fondo (Ceriale/Savona)
prova EuropaCup (Gippingen)
- 2007

Campionati panamericani, Prova in linea LC 1 (Santiago de Cali)
prova EuropaCup (Corrèze)
Campionati italiani, Prova a cronometro LC 1 (Rosignano Marittimo)
- 2008

Campionati panamericani, Prova in linea LC 1 (Casciana Terme)
Giochi paralimpici, Prova in linea LC 1-2/CP 4

### Pista
- 2002

Campionati italiani, Chilometro a cronometro (Varese)
- 2007

Campionati italiani, Inseguimento individuale LC 1 (Varese)
Campionati italiani, Chilometro a cronometro LC 1
- 2008

Campionati italiani, Inseguimento individuale LC 1 (Varese)
Campionati italiani, Chilometro a cronometro LC 1

## Piazzamenti

### Competizioni mondiali
- Campionati del mondo su strada

Altenstadt 2002 - Cronometro LC 1: 3º
Aigle 2006 - Cronometro LC 1: 3º
Bordeaux 2007 - Cronometro LC 1: 3º
Bogogno 2009 - Cronometro LC 1: 5º
Bogogno 2009 - In linea LC 1: 2º
Baie-Comeau 2010 - Cronometro C5: 14º
Baie-Comeau 2010 - In linea C5: 16º
Roskilde 2011 - In linea C5: 4º
- Campionati del mondo su pista

Manchester 2009 - Inseguimento individuale LC 1: squalificato
Manchester 2009 - Chilometro a cronometro LC 1: 8º
Montichiari 2011 - Inseguimento individuale C5: 8º
Montichiari 2011 - Chilometro a cronometro C5: 19º
- Giochi paralimpici

Atene 2004 - Combinata LC 1: 2º
Atene 2004 - Inseguimento individuale LC 1: 3º
Pechino 2008 - Corsa in linea LC 1-2/CP 4: vincitore
Pechino 2008 - Inseguimento individuale LC 1: 3º
Pechino 2008 - Cronometro LC 1: 3º